# Грумінг
Гру́мінг (від англ. groom — чистити коня, доглядати, плекати) — в етології, соціальна поведінка тварин, що виражається у догляді за хутром, шкірою та пір'ям іншої особини.
Грумінг характерний для видів, що утворюють колонії гризунів — бабаки, лучні собачки, або мобільні замкнені групи (багато приматів). У цих видів грумінг слугує механізмом підтримання ієрархії, а у приматів — також елементом статевої поведінки. У приматів особини, що займають нижчий ранг в ієрархії, чистять особин з вищим рангом, самки — самців, у бабаків та піщанок — навпаки.
Як елемент статевої поведінки грумінг існує також у низки видів, що живуть відкритими стадами непостійного складу (деякі бикові та коні).
У птахів аналогічна поведінка називається алопринінг.

## Галерея

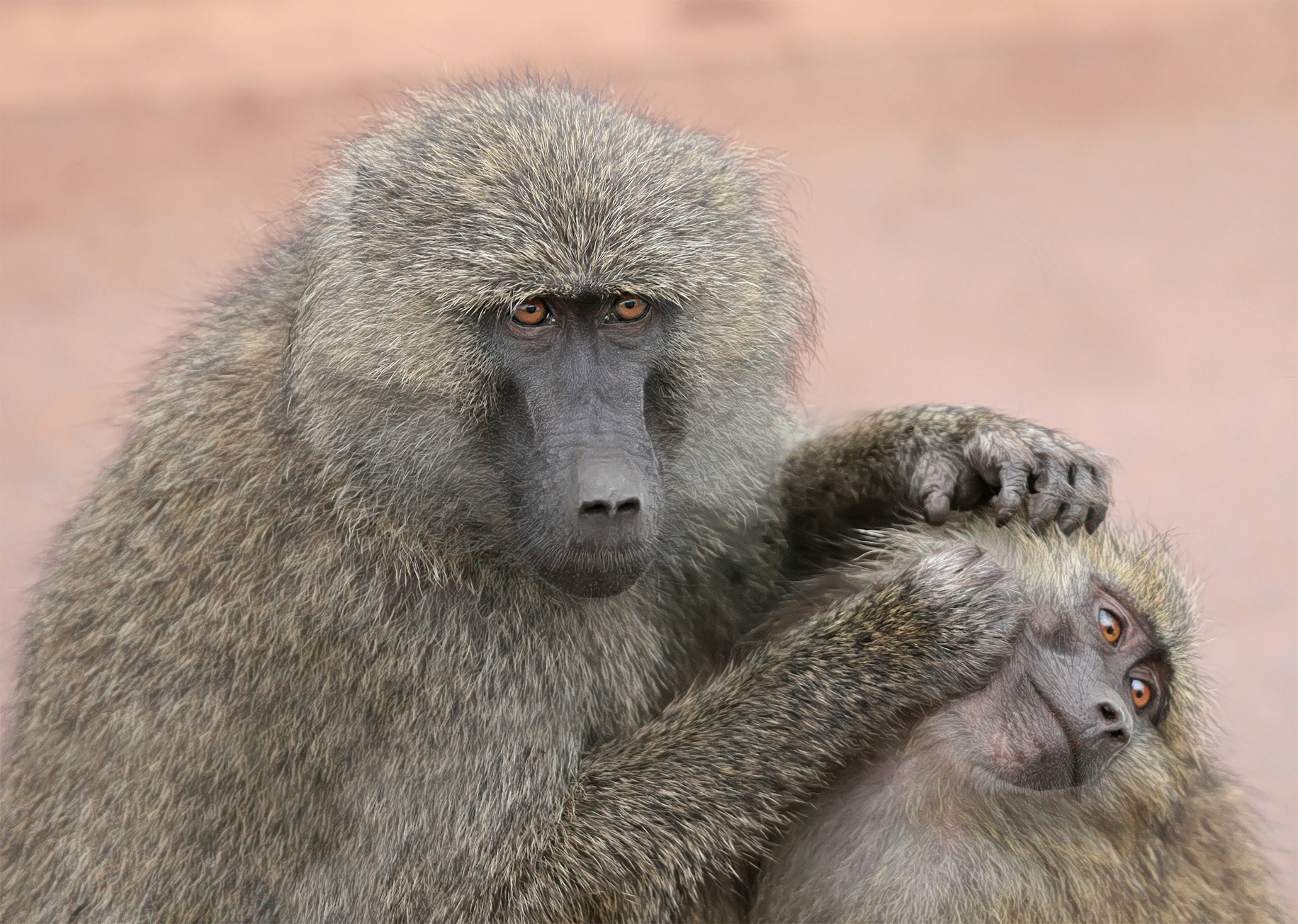
Дорослий павіан анубіс доглядає хутро молодої особини
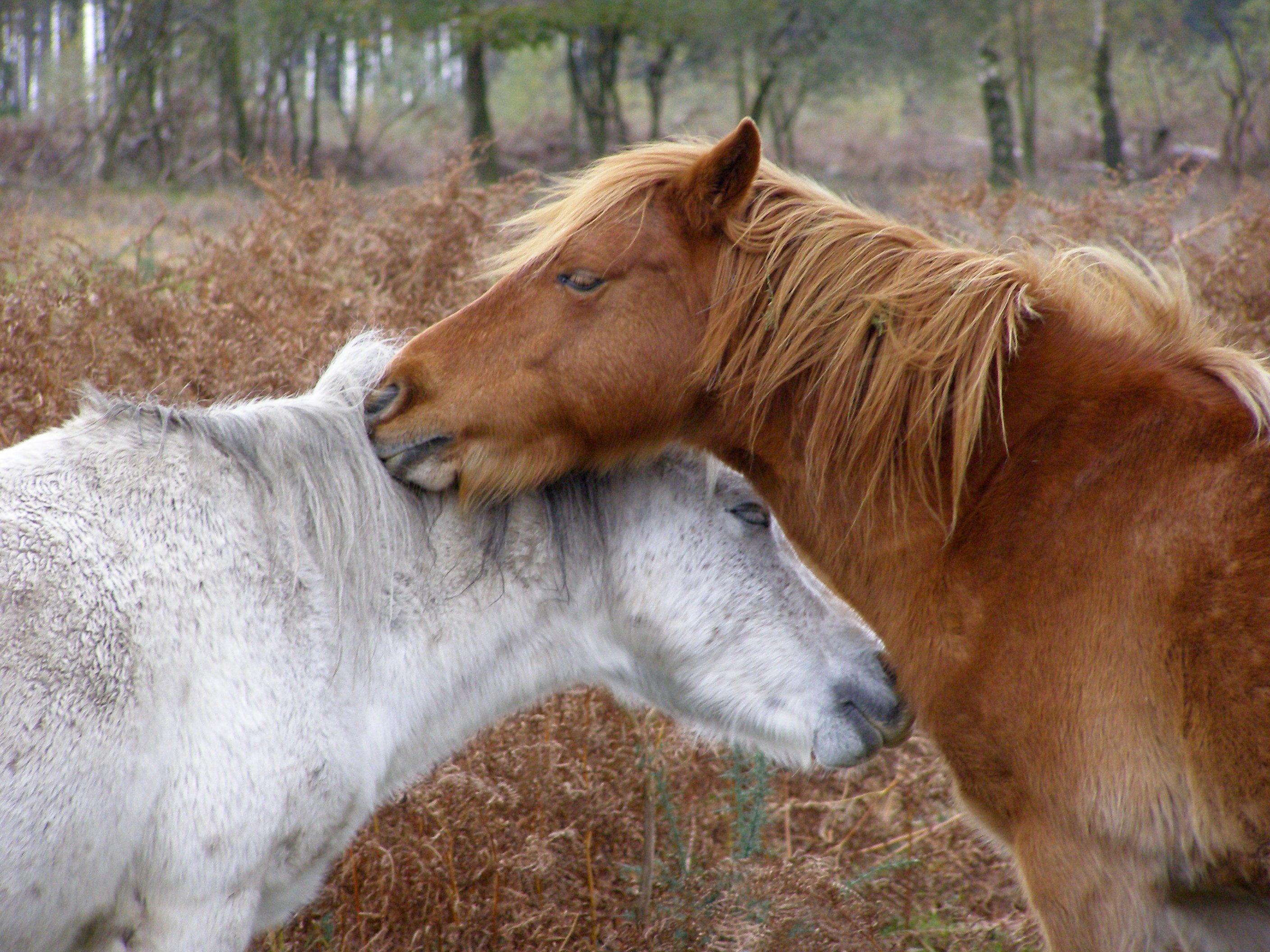
Прояв грумінгу в пари поні
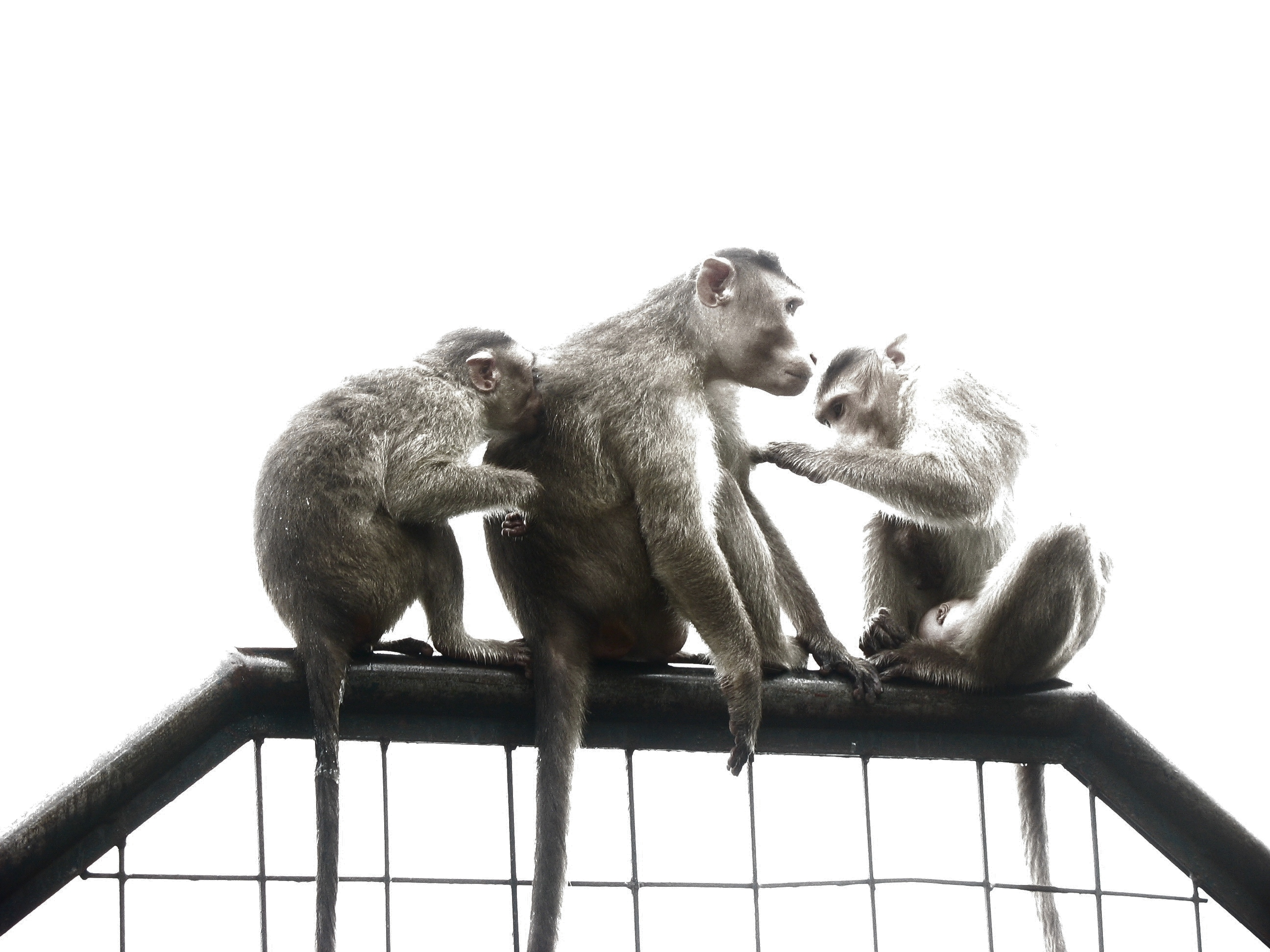
Грумінг серед макак (Індія)